# 海尔纳德圣安德拉什
海尔纳德圣安德拉什（匈牙利語：Hernádszentandrás）是匈牙利包尔绍德-奥包乌伊-曾普伦州所辖的一个村。总面积7.04平方公里，总人口478，人口密度67.9人/平方公里（2011年1月1日）。